# Dioctria keremza
Dioctria keremza là một loài ruồi trong họ Asilidae. Dioctria keremza được Richter miêu tả năm 1970. Loài này phân bố ở vùng Cổ Bắc giới.